# Contea di Guan
La contea di Guan (冠县S, Guàn XiànP) è una contea della Cina, situata nella provincia dello Shandong e amministrata dalla prefettura di Liaocheng.